# 北太平洋洋流

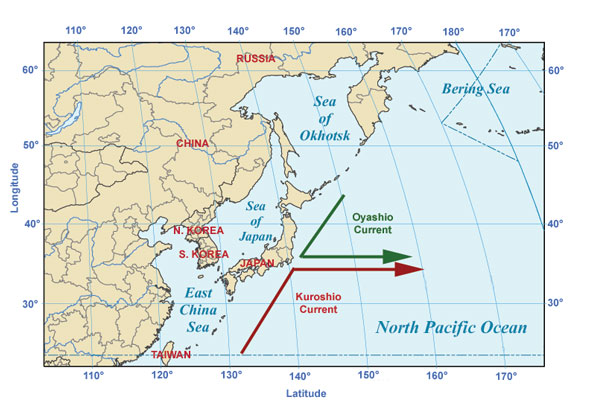
代表黑潮的紅色箭頭與代表親潮的綠色箭頭會合而成北太平洋洋流。

北太平洋洋流（英語：North Pacific Current），或稱北太平洋漂流，是一股位於太平洋約北緯40度左右的洋流，為北太平洋近極環流的一部份。北太平洋洋流是由沿著日本東部海岸北向的黑潮與來自北極南向的親潮會合而成。最後在美國與加拿大交界處分為北向的阿拉斯加洋流與南向的加利福尼亞洋流。